# 2. Weltausstellung der Photographie
Die 2. Weltausstellung der Photographie war, wie die Weltausstellung der Photographie von 1964, ein Projekt des Stern Magazins zusammen mit 261 Kunstmuseen in 36 Ländern, das 1968 umgesetzt wurde. Das Thema war: Die Frau. Die Ideen und die Komposition beider Ausstellungen stammen von  Karl Pawek, der auch das Vorwort zu dem Fotoband schrieb.

## Liste teilnehmender Museen (Auswahl)
- Stedelijk Museum Amsterdam
- Staatliche Kunsthalle Baden-Baden
- Kunsthalle Basel
- Akademie der Künste Berlin
- Kunsthalle Bern
- Städtische Kunstgalerie Bochum
- Städtische Kunstsammlung Bonn
- Kunstnernes Hus Oslo
- San Francisco Museum of Modern Art
- Ausstellungshallen auf der Mathildenhöhe Darmstadt
- Museum am Ostwall Dortmund
- Kunstverein für die Rheinlande und Westfalen Düsseldorf
- Museum Folkwang Essen